# Michał Kado

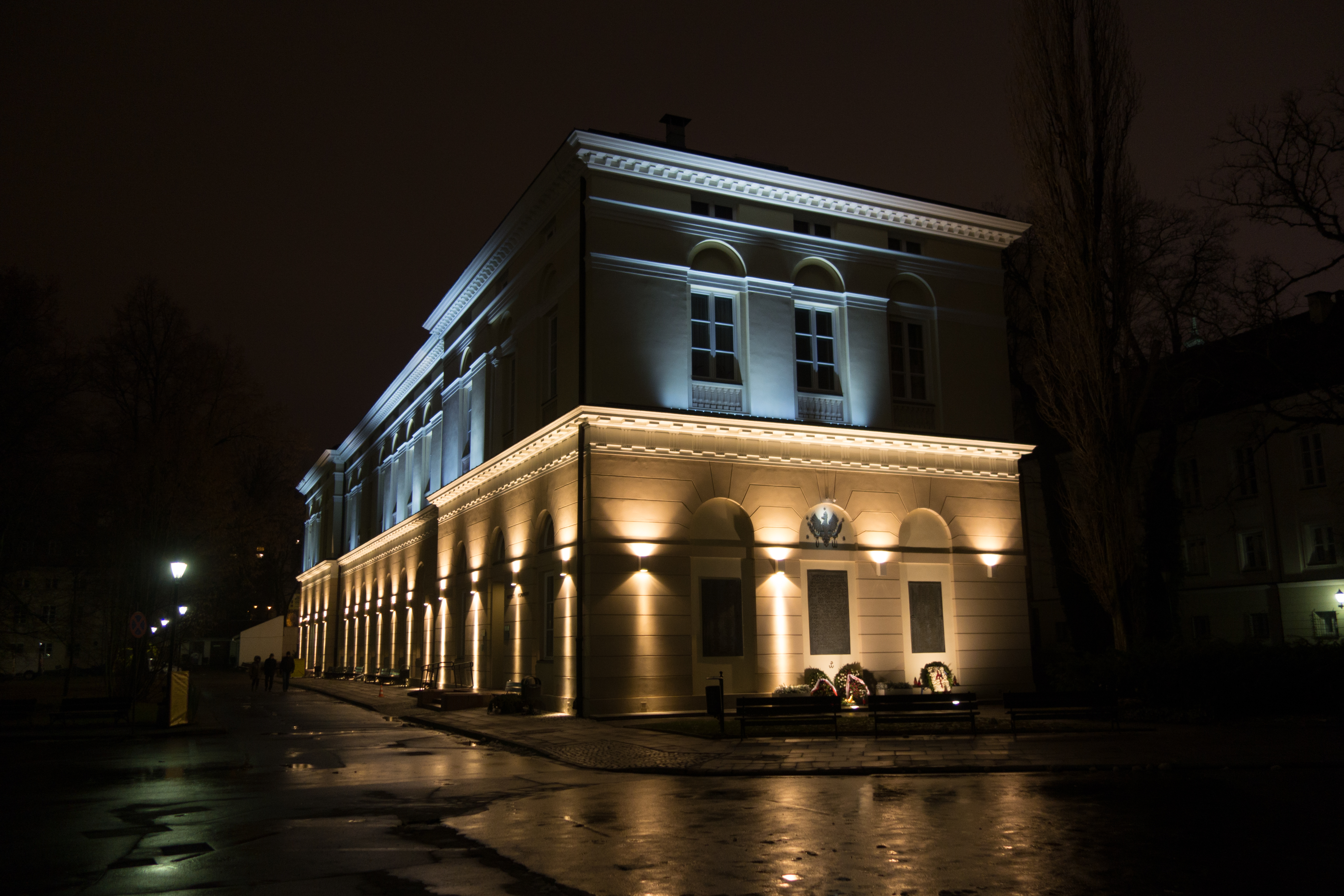
Budynek Pomuzealny Instytut Historyczny Uniwersytetu Warszawskiego

Michał Kado (ur. 29 września 1765 w Warszawie, zm. 30 kwietnia 1824 tamże) – kapitan artylerii, profesor architektury w Szkole Głównej Wileńskiej od 1799, na Królewskim Uniwersytecie Warszawskim od 1818, członek Komisji Oświecenia, autor O początku pomników architektonicznych (1823), O kamieniach wapiennych (1800), tłumacz O ogniach ochotnych, czyli nauka robienia fajerwerku (1803).

## Życiorys
Projektant na Uniwersytecie Warszawskim gmachu przeznaczonego na muzeum i galerię (1818–1820), obecnie tzw. Budynek Pomuzealny – siedziba Wydziału Historii UW.
Został pochowany na cmentarzu Powązkowskim.